# Primera División de México 1977-78
La Temporada 1977-78 fue la edición XXXVI del campeonato de liga de la Primera División en la denominada "época profesional" del fútbol mexicano; comenzó el 27 de julio y finalizó el 27 de mayo. El torneo tuvo de nuevo una modificación en el formato de la liguilla, se volvió a la ronda de eliminación directa en la cual los ocho mejores equipos se enfrentaron de acuerdo con su posición en la tabla general. Los Tigres de la UANL se proclamaron campeones del torneo tras derrotar a los Pumas de la UNAM por marcador global de 3-1.
El Atlante volvió al máximo circuito luego de haber pasado una temporada en la Segunda División que sustituyó al descendido Zacatepec. Por otro lado, el Tampico regresó a la categoría tras adquirir a la franquicia perteneciente al San Luis, por lo que la capital potosina se quedó con un solo representante en la Primera categoría. Al finalizar el torneo, el Atlas descendió después de finalizar en el último lugar de la tabla general. Además fue la última temporada en la que participó el Laguna, que se convirtió en Deportivo Neza tras acabar la competición.

## Sistema de competencia
Los veinte participantes fueron divididos en cuatro grupos de cinco equipos cada uno; todos disputan la fase regular bajo un sistema de liga, es decir, todos contra todos a visita recíproca; con un criterio de puntuación que otorga dos unidades por victoria, una por empate y cero por derrota. 
Clasifican a la disputa de la fase final por el título, el primer y segundo lugar de cada grupo (sin importar su ubicación en la tabla general). Los equipos clasificados son ubicados del 1 al 8 en duelos cruzados (es decir 1 vs 8, 2 vs 7, 3 vs 6 y 4 vs 5), se enfrentaban en rondas ida-vuelta o eliminación directa. 
La definición de los partidos de liguilla tomaría como criterio el marcador global al final de los dos partidos. De haber empate en este, se alargaría el juego de vuelta a la disputa de dos tiempos extras de 15 minutos cada uno, y posteriormente Tiros desde el punto penal, hasta que se produjera un ganador. 
En la liguilla por el no descenso, se enfrentarían los dos últimos lugares de la tabla general, únicamente si existiera una diferencia de tres puntos o menos entre los involucrados, de lo contrario el club con menos puntos descendería automáticamente a segunda división.
Los criterios de desempate para definir todas las posiciones serían la Diferencia de goles entre tantos anotados y los recibidos, después se consideraría el gol average o promedio de goles y finalmente la cantidad de goles anotados.

## Información de los equipos

### Ascensos y descensos
| Pos | Ascendido de la Segunda División 1976-77 |
| --- | ---------------------------------------- |
| 2.º | Atlante                                  |

| Pos | Descendido en la Primera División 1976-77 |
| --- | ----------------------------------------- |
| 20° | Zacatepec                                 |

### Cambios de franquicia
| Pos | Nueva Franquicia |
| --- | ---------------- |
| -   | Tampico          |

| Pos | Franquicia vendida |
| --- | ------------------ |
| 9°  | San Luis           |

### Equipos por entidad federativa
En la temporada 1977-1978 jugaron 20 equipos que se distribuían de la siguiente forma:
| Monterrey Tigres Tampico A. Potosino U de G Jalisco Atlas Guadalajara U.A.G León U. Curtidores A. Español Puebla Laguna Toluca Veracruz América Cruz Azul Atlante UNAM | \| Entidad Federativa \| N.º \| Equipos \| \| ------------------ \| --- \| ---------------------------------------------------- \| \| Distrito Federal \| 5 \| América, Cruz Azul, Atlante, UNAM y Atlético Español \| \| Jalisco \| 5 \| Atlas, Jalisco, Tecos, U de G y Guadalajara \| \| Guanajuato \| 2 \| León y Unión de Curtidores \| \| Nuevo León \| 2 \| Monterrey y UANL \| \| Estado de México \| 1 \| Toluca \| \| Coahuila \| 1 \| Laguna \| \| San Luis Potosí \| 1 \| Atlético Potosino \| \| Tamaulipas \| 1 \| Tampico \| \| Puebla \| 1 \| Puebla \| \| Veracruz \| 1 \| Veracruz \| |                                                      |
| Entidad Federativa | N.º | Equipos                                              |
| Distrito Federal | 5 | América, Cruz Azul, Atlante, UNAM y Atlético Español |
| Jalisco | 5 | Atlas, Jalisco, Tecos, U de G y Guadalajara          |
| Guanajuato | 2 | León y Unión de Curtidores                           |
| Nuevo León | 2 | Monterrey y UANL                                     |
| Estado de México | 1 | Toluca                                               |
| Coahuila | 1 | Laguna                                               |
| San Luis Potosí | 1 | Atlético Potosino                                    |
| Tamaulipas | 1 | Tampico                                              |
| Puebla | 1 | Puebla                                               |
| Veracruz | 1 | Veracruz                                             |

### Información de los equipos
| Equipo                     | Ciudad                           | Estadio                | Capacidad |
| -------------------------- | -------------------------------- | ---------------------- | --------- |
| América                    | México, D. F.                    | Azteca                 | 110,000   |
| Atlante                    | México, D. F.                    | Azteca                 | 110,000   |
| Atlas                      | Guadalajara, Jalisco             | Jalisco                | 56,000    |
| Atlético Español           | México, D. F.                    | Azteca                 | 110,000   |
| Atlético Potosino          | San Luis Potosí, San Luis Potosí | Plan de San Luis       | 20,000    |
| Cruz Azul                  | México, D. F.                    | Azteca                 | 110,000   |
| Guadalajara                | Guadalajara, Jalisco             | Jalisco                | 56,000    |
| Jalisco                    | Guadalajara, Jalisco             | Jalisco                | 56,000    |
| Laguna                     | Torreón, Coahuila                | Moctezuma              | 18,000    |
| León                       | León, Guanajuato                 | León                   | 30,000    |
| Monterrey                  | Monterrey, Nuevo León            | Universitario          | 44,000    |
| Puebla                     | Puebla, Puebla                   | Cuauhtémoc             | 36,000    |
| Tampico                    | Tampico, Tamaulipas              | Tamaulipas             | 19,000    |
| Tecos UAG                  | Zapopan, Jalisco                 | Tres de Marzo          | 25,000    |
| Tigres UANL                | Monterrey, Nuevo León            | Universitario          | 44,000    |
| Toluca                     | Toluca, Estado de México         | Toluca 70              | 27,000    |
| Unión de Curtidores        | León, Guanajuato                 | León                   | 30,000    |
| Universidad de Guadalajara | Guadalajara, Jalisco             | Jalisco                | 56,000    |
| UNAM                       | México, D. F.                    | Olímpico Universitario | 66,000    |
| Veracruz                   | Veracruz, Veracruz               | Luis "Pirata" Fuente   | 30,000    |

## Tabla general
| Pos. | Equipo              | Pts. | PJ | G  | E  | P  | GF | GC | Dif. | Clasificación                   |
| ---- | ------------------- | ---- | -- | -- | -- | -- | -- | -- | ---- | ------------------------------- |
| 1    | América             | 51   | 38 | 19 | 13 | 6  | 55 | 38 | +17  | Cuartos de final de la liguilla |
| 2    | UNAM                | 48   | 38 | 20 | 8  | 10 | 81 | 53 | +28  | Cuartos de final de la liguilla |
| 3    | Toluca              | 47   | 38 | 20 | 7  | 11 | 55 | 37 | +18  | Cuartos de final de la liguilla |
| 4    | Tecos UAG           | 46   | 38 | 17 | 12 | 9  | 73 | 46 | +27  | Cuartos de final de la liguilla |
| 5    | Tigres (C)          | 44   | 38 | 18 | 8  | 12 | 50 | 40 | +10  | Cuartos de final de la liguilla |
| 6    | Cruz Azul           | 43   | 38 | 14 | 15 | 9  | 56 | 44 | +12  | Cuartos de final de la liguilla |
| 7    | U de G              | 41   | 38 | 17 | 7  | 14 | 61 | 50 | +11  | Cuartos de final de la liguilla |
| 8    | Atlético Español    | 41   | 38 | 13 | 15 | 10 | 58 | 51 | +7   |                                 |
| 9    | Jalisco             | 40   | 38 | 16 | 8  | 14 | 61 | 60 | +1   |                                 |
| 10   | Monterrey           | 38   | 38 | 15 | 8  | 15 | 63 | 53 | +10  |                                 |
| 11   | León                | 36   | 38 | 13 | 10 | 15 | 60 | 61 | −1   |                                 |
| 12   | Tampico             | 35   | 38 | 11 | 13 | 14 | 53 | 55 | −2   | Cuartos de final de la liguilla |
| 13   | Laguna              | 35   | 38 | 8  | 19 | 11 | 45 | 49 | −4   |                                 |
| 14   | Guadalajara         | 34   | 38 | 12 | 10 | 16 | 48 | 56 | −8   |                                 |
| 15   | Atlante             | 34   | 38 | 11 | 12 | 15 | 44 | 55 | −11  |                                 |
| 16   | Veracruz            | 33   | 38 | 12 | 9  | 17 | 50 | 62 | −12  |                                 |
| 17   | Atlético Potosino   | 32   | 38 | 11 | 10 | 17 | 41 | 64 | −23  |                                 |
| 18   | Puebla              | 28   | 38 | 10 | 8  | 20 | 35 | 52 | −17  |                                 |
| 19   | Atlas (D)           | 28   | 38 | 10 | 8  | 20 | 36 | 67 | −31  | Liguilla por el no descenso     |
| 20   | Unión de Curtidores | 26   | 38 | 8  | 10 | 20 | 42 | 71 | −29  | Liguilla por el no descenso     |

 Fuente: [cita requerida]

### Grupos

#### Grupo 1
| Pos. | Equipo              | Pts. | PJ | G  | E  | P  | GF | GC | Dif. | Clasificación                   |
| ---- | ------------------- | ---- | -- | -- | -- | -- | -- | -- | ---- | ------------------------------- |
| 1    | UNAM                | 48   | 38 | 20 | 8  | 10 | 81 | 53 | +28  | Cuartos de final de la liguilla |
| 2    | Tecos UAG           | 46   | 38 | 17 | 12 | 9  | 73 | 46 | +27  | Cuartos de final de la liguilla |
| 3    | Laguna              | 35   | 38 | 8  | 19 | 11 | 45 | 49 | −4   |                                 |
| 4    | Atlético Potosino   | 32   | 38 | 11 | 10 | 17 | 41 | 64 | −23  |                                 |
| 5    | Unión de Curtidores | 26   | 38 | 8  | 10 | 20 | 42 | 71 | −29  | Liguilla por el no descenso     |

 Fuente: [cita requerida]

#### Grupo 2
| Pos. | Equipo     | Pts. | PJ | G  | E  | P  | GF | GC | Dif. | Clasificación                   |
| ---- | ---------- | ---- | -- | -- | -- | -- | -- | -- | ---- | ------------------------------- |
| 1    | América    | 51   | 38 | 19 | 13 | 6  | 55 | 38 | +17  | Cuartos de final de la liguilla |
| 2    | Tigres (C) | 44   | 38 | 18 | 8  | 12 | 50 | 40 | +10  | Cuartos de final de la liguilla |
| 3    | Jalisco    | 40   | 38 | 16 | 8  | 14 | 61 | 60 | +1   |                                 |
| 4    | Monterrey  | 38   | 38 | 15 | 8  | 15 | 63 | 53 | +10  |                                 |
| 5    | León       | 36   | 38 | 13 | 10 | 15 | 60 | 61 | −1   |                                 |

 Fuente: [cita requerida]

#### Grupo 3
| Pos. | Equipo      | Pts. | PJ | G  | E  | P  | GF | GC | Dif. | Clasificación                   |
| ---- | ----------- | ---- | -- | -- | -- | -- | -- | -- | ---- | ------------------------------- |
| 1    | Cruz Azul   | 43   | 38 | 14 | 15 | 9  | 56 | 44 | +12  | Cuartos de final de la liguilla |
| 2    | Tampico     | 35   | 38 | 11 | 13 | 14 | 53 | 55 | −2   | Cuartos de final de la liguilla |
| 3    | Guadalajara | 34   | 38 | 12 | 10 | 16 | 48 | 56 | −8   |                                 |
| 4    | Atlante     | 34   | 38 | 11 | 12 | 15 | 44 | 55 | −11  |                                 |
| 5    | Veracruz    | 33   | 38 | 12 | 9  | 17 | 50 | 62 | −12  |                                 |

 Fuente: [cita requerida]

#### Grupo 4
| Pos. | Equipo           | Pts. | PJ | G  | E  | P  | GF | GC | Dif. | Clasificación                   |
| ---- | ---------------- | ---- | -- | -- | -- | -- | -- | -- | ---- | ------------------------------- |
| 1    | Toluca           | 47   | 38 | 20 | 7  | 11 | 55 | 37 | +18  | Cuartos de final de la liguilla |
| 2    | U de G           | 41   | 38 | 17 | 7  | 14 | 61 | 50 | +11  | Cuartos de final de la liguilla |
| 3    | Atlético Español | 41   | 38 | 13 | 15 | 10 | 58 | 51 | +7   |                                 |
| 4    | Puebla           | 28   | 38 | 10 | 8  | 20 | 35 | 52 | −17  |                                 |
| 5    | Atlas (D)        | 28   | 38 | 10 | 8  | 20 | 36 | 67 | −31  | Liguilla por el no descenso     |

 Fuente: [cita requerida]

## Resultados
| Local \ Visitante   | AME | ATT | ATS | AES | APO | CAZ | GDL | JAL | LAG | LEO | MTY | PUE | TAM | TOL | UDC | UAG | UNL | UDG | UNM | VER |
| ------------------- | --- | --- | --- | --- | --- | --- | --- | --- | --- | --- | --- | --- | --- | --- | --- | --- | --- | --- | --- | --- |
| América             | —   | 2–1 | 1–0 | 1–1 | 3–0 | 1–1 | 1–0 | 2–0 | 1–1 | 2–1 | 2–2 | 2–1 | 0–0 | 2–1 | 0–4 | 1–0 | 2–1 | 2–1 | 4–2 | 1–0 |
| Atlante             | 2–3 | —   | 0–2 | 1–1 | 3–2 | 0–0 | 1–0 | 1–1 | 1–1 | 2–1 | 0–0 | 3–1 | 0–0 | 3–1 | 1–1 | 0–3 | 0–2 | 0–2 | 0–1 | 3–2 |
| Atlas               | 0–4 | 1–3 | —   | 1–3 | 2–1 | 1–4 | 1–1 | 0–1 | 1–1 | 0–2 | 1–4 | 0–0 | 3–1 | 1–0 | 1–1 | 2–1 | 0–0 | 0–2 | 1–2 | 3–1 |
| Atlético Español    | 1–2 | 1–1 | 5–1 | —   | 3–2 | 1–1 | 2–1 | 2–1 | 0–0 | 3–1 | 3–2 | 1–0 | 1–1 | 5–1 | 1–1 | 0–1 | 0–1 | 0–2 | 2–0 | 2–2 |
| Atlético Potosino   | 1–0 | 1–0 | 2–1 | 0–0 | —   | 0–3 | 3–2 | 1–2 | 3–3 | 2–2 | 1–0 | 1–1 | 2–1 | 3–1 | 0–0 | 1–0 | 0–0 | 2–3 | 0–2 | 4–0 |
| Cruz Azul           | 1–1 | 1–2 | 3–0 | 0–0 | 0–2 | —   | 1–1 | 0–1 | 1–1 | 3–1 | 2–2 | 2–0 | 1–1 | 1–0 | 1–0 | 0–0 | 2–0 | 3–4 | 3–1 | 1–1 |
| Guadalajara         | 1–1 | 3–2 | 3–2 | 1–1 | 3–0 | 0–1 | —   | 2–4 | 1–0 | 3–1 | 2–1 | 1–1 | 2–2 | 1–0 | 0–2 | 0–2 | 2–1 | 1–0 | 2–1 | 1–0 |
| Jalisco             | 0–2 | 1–0 | 1–1 | 1–3 | 5–0 | 1–1 | 1–0 | —   | 3–2 | 2–1 | 1–1 | 6–3 | 1–0 | 6–2 | 2–2 | 1–2 | 1–0 | 1–1 | 2–5 | 4–1 |
| Laguna              | 2–1 | 1–1 | 4–0 | 2–2 | 1–0 | 0–1 | 2–4 | 1–0 | —   | 1–1 | 4–0 | 0–0 | 0–0 | 1–1 | 1–0 | 0–0 | 0–2 | 2–1 | 1–1 | 2–2 |
| León                | 1–1 | 0–0 | 2–0 | 3–1 | 3–1 | 5–2 | 2–1 | 1–1 | 2–2 | —   | 3–1 | 1–0 | 2–2 | 1–0 | 3–2 | 0–1 | 3–0 | 3–1 | 1–1 | 2–2 |
| Monterrey           | 1–1 | 4–1 | 1–0 | 3–1 | 4–0 | 2–2 | 0–0 | 0–2 | 1–1 | 4–2 | —   | 1–0 | 2–3 | 2–0 | 2–1 | 5–1 | 2–4 | 2–1 | 0–1 | 2–1 |
| Puebla              | 0–1 | 1–2 | 1–2 | 1–3 | 2–0 | 1–2 | 1–1 | 2–1 | 2–1 | 1–0 | 1–0 | —   | 1–4 | 0–2 | 1–2 | 0–1 | 1–0 | 1–3 | 1–0 | 2–1 |
| Tampico             | 1–2 | 2–3 | 2–3 | 5–0 | 0–0 | 3–4 | 2–1 | 1–0 | 1–1 | 3–3 | 1–4 | 1–1 | —   | 1–0 | 3–0 | 2–1 | 0–0 | 0–2 | 1–1 | 4–2 |
| Toluca              | 1–1 | 3–0 | 0–0 | 2–0 | 1–1 | 2–0 | 1–0 | 4–1 | 3–0 | 4–1 | 2–0 | 1–2 | 3–0 | —   | 1–0 | 3–1 | 4–1 | 1–1 | 1–2 | 2–0 |
| Unión de Curtidores | 1–1 | 2–1 | 1–2 | 1–3 | 0–0 | 2–1 | 1–1 | 2–1 | 3–2 | 0–1 | 1–0 | 0–0 | 3–1 | 1–1 | —   | 0–0 | 1–3 | 1–2 | 2–2 | 2–0 |
| Tecos UAG           | 2–0 | 2–2 | 1–1 | 3–2 | 6–0 | 2–1 | 1–1 | 4–0 | 2–2 | 2–1 | 4–1 | 1–0 | 3–2 | 2–0 | 7–1 | —   | 3–1 | 3–3 | 2–2 | 4–1 |
| Tigres UANL         | 1–0 | 2–0 | 3–0 | 3–2 | 1–1 | 2–0 | 2–1 | 1–1 | 3–1 | 2–0 | 1–0 | 0–0 | 0–1 | 3–2 | 0–1 | 1–2 | —   | 2–1 | 1–0 | 5–1 |
| U. de G.            | 2–2 | 0–1 | 0–1 | 1–1 | 4–1 | 0–0 | 3–2 | 1–2 | 1–2 | 2–1 | 0–4 | 1–0 | 0–1 | 4–0 | 1–0 | 4–1 | 1–1 | —   | 2–0 | 2–0 |
| UNAM                | 2–1 | 3–3 | 4–1 | 1–1 | 2–1 | 3–6 | 5–1 | 6–1 | 3–1 | 3–1 | 4–0 | 4–3 | 3–1 | 2–1 | 4–1 | 3–0 | 0–0 | 4–1 | —   | 1–2 |
| Veracruz            | 1–1 | 1–0 | 1–0 | 0–0 | 0–2 | 0–0 | 4–1 | 2–1 | 3–1 | 3–1 | 1–3 | 0–2 | 1–1 | 2–2 | 2–0 | 4–0 | 4–0 | 2–1 | 2–1 | —   |

## Goleo individual
Con 33 goles en la temporada regular, Evanivaldo Castro "Cabinho", delantero de la U.N.A.M., consigue coronarse por tercera ocasión consecutiva como campeón de goleo.
|     | Jugador              | Club             | Goles |
| --- | -------------------- | ---------------- | ----- |
| 1.  | Cabinho              | U.N.A.M.         | 33    |
| 2.  | Carlos Eloir Perucci | Atlético Español | 29    |
| 3.  | Osvaldo Castro       | Jalisco          | 24    |
| 4.  | Ricardo Brandon      | Veracruz         | 22    |
| 5.  | Rubén Corbo          | Monterrey        | 19    |
| 6.  | Sergio Lima          | Jalisco          | 16    |
| 7.  | Alberto Jorge        | León             | 15    |
| 8.  | Miguel Ángel Gamboa  | U.A. de G.       | 13    |
| 9.  | Bernardino García    | U. de G.         | 13    |
| 10. | Milton Carlos        | Monterrey        | 13    |
| 11. | Jaime Pajarito       | Tecos            | 13    |

## Descenso
| 14 de mayo de 1978 | Unión de Curtidores | 0:0 | Atlas | Estadio León, León de Los Aldama                                    |  |
|                    |                     |     |       | Asistencia: 25 000 espectadores Árbitro(s): Enrique Mendoza Guillén |  |

| 18 de mayo de 1978                                                                                                 | Atlas                      | 2:4 (1:1) | Unión de Curtidores                        | Estadio Jalisco, Guadalajara       |                                    |
| | Ferretti 25' · Delgado 70' |           | Olague 6, 68' · Castillo 48' · Lizardo 62' | Árbitro(s): Marco Antonio Dorantes | Árbitro(s): Marco Antonio Dorantes |
| El partido se jugaría un día antes pero fue pospuesto por una falla eléctrica. Atlas desciende a Segunda División. |                            |           |                                            |                                    |                                    |

## Liguilla
|  | Cuartos de final                                               | Cuartos de final                                               | Cuartos de final                                               | Cuartos de final                                               | Cuartos de final                                               |   |   | Semifinales                                          | Semifinales                                          | Semifinales                                          | Semifinales                                          | Semifinales                                          |  |   | Final                                                | Final                                                | Final                                                | Final                                                | Final                                                |  |
|  | 10 y 11 de mayo de 1978 (ida) 13 y 14 de mayo de 1978 (vuelta) | 10 y 11 de mayo de 1978 (ida) 13 y 14 de mayo de 1978 (vuelta) | 10 y 11 de mayo de 1978 (ida) 13 y 14 de mayo de 1978 (vuelta) | 10 y 11 de mayo de 1978 (ida) 13 y 14 de mayo de 1978 (vuelta) | 10 y 11 de mayo de 1978 (ida) 13 y 14 de mayo de 1978 (vuelta) |   |   | 17 de mayo de 1978 (ida) 20 de mayo de 1978 (vuelta) | 17 de mayo de 1978 (ida) 20 de mayo de 1978 (vuelta) | 17 de mayo de 1978 (ida) 20 de mayo de 1978 (vuelta) | 17 de mayo de 1978 (ida) 20 de mayo de 1978 (vuelta) | 17 de mayo de 1978 (ida) 20 de mayo de 1978 (vuelta) |  |   | 24 de mayo de 1978 (ida) 27 de mayo de 1978 (vuelta) | 24 de mayo de 1978 (ida) 27 de mayo de 1978 (vuelta) | 24 de mayo de 1978 (ida) 27 de mayo de 1978 (vuelta) | 24 de mayo de 1978 (ida) 27 de mayo de 1978 (vuelta) | 24 de mayo de 1978 (ida) 27 de mayo de 1978 (vuelta) |  |
|  |                                                                |                                                                |                                                                |                                                                |                                                                |   |   |                                                      |                                                      |                                                      |                                                      |                                                      |  |   |                                                      |                                                      |                                                      |                                                      |                                                      |  |
|  |                                                                |                                                                |                                                                |                                                                |                                                                |   |   |                                                      |                                                      |                                                      |                                                      |                                                      |  |   |                                                      |                                                      |                                                      |                                                      |                                                      |  |
|  | 2                                                              | UNAM                                                           | 1                                                              | 2                                                              | 3                                                              |   |   |                                                      |                                                      |                                                      |                                                      |                                                      |  |   |                                                      |                                                      |                                                      |                                                      |                                                      |  |
|  | 2                                                              | UNAM                                                           | 1                                                              | 2                                                              | 3                                                              |   |   |                                                      |                                                      |                                                      |                                                      |                                                      |  |   |                                                      |                                                      |                                                      |                                                      |                                                      |  |
|  | 7                                                              | U de G                                                         | 2                                                              | 0                                                              | 2                                                              |   |   |                                                      |                                                      |                                                      |                                                      |                                                      |  |   |                                                      |                                                      |                                                      |                                                      |                                                      |  |
|  | 7                                                              | U de G                                                         | 2                                                              | 0                                                              | 2                                                              |   | 2 | UNAM                                                 | 1                                                    | 4                                                    | 5                                                    |                                                      |  |   |                                                      |                                                      |                                                      |                                                      |                                                      |  |
|  |                                                                |                                                                |                                                                |                                                                |                                                                |   | 2 | UNAM                                                 | 1                                                    | 4                                                    | 5                                                    |                                                      |  |   |                                                      |                                                      |                                                      |                                                      |                                                      |  |
|  |                                                                |                                                                | 13                                                             | Tampico                                                        | 2                                                              | 0 | 2 |                                                      |                                                      |                                                      |                                                      |                                                      |  |   |                                                      |                                                      |                                                      |                                                      |                                                      |  |
|  | 1                                                              | América                                                        | 13                                                             | Tampico                                                        | 2                                                              | 0 | 2 | 2                                                    | 1                                                    | 3 (2)                                                |                                                      |                                                      |  |   |                                                      |                                                      |                                                      |                                                      |                                                      |  |
|  | 1                                                              | América                                                        |                                                                |                                                                |                                                                |   |   |                                                      |                                                      | 3 (2)                                                |                                                      |                                                      |  |   |                                                      |                                                      |                                                      |                                                      |                                                      |  |
|  | 13                                                             | Tampico (p.)                                                   | 2                                                              | 1                                                              | 3 (4)                                                          |   |   |                                                      |                                                      |                                                      |                                                      |                                                      |  |   |                                                      |                                                      |                                                      |                                                      |                                                      |  |
|  | 13                                                             | Tampico (p.)                                                   | 2                                                              | 1                                                              | 3 (4)                                                          |   |   |                                                      |                                                      |                                                      |                                                      |                                                      |  | 2 | UNAM                                                 | 0                                                    | 1                                                    | 1                                                    |                                                      |  |
|  |                                                                |                                                                |                                                                |                                                                |                                                                |   |   |                                                      |                                                      |                                                      |                                                      |                                                      |  | 2 | UNAM                                                 | 0                                                    | 1                                                    | 1                                                    |                                                      |  |
|  |                                                                |                                                                | 5                                                              | Tigres                                                         | 2                                                              | 1 | 3 |                                                      |                                                      |                                                      |                                                      |                                                      |  |   |                                                      |                                                      |                                                      |                                                      |                                                      |  |
|  | 4                                                              | Tecos UAG                                                      | 5                                                              | Tigres                                                         | 2                                                              | 1 | 3 | 0                                                    | 2                                                    | 2                                                    |                                                      |                                                      |  |   |                                                      |                                                      |                                                      |                                                      |                                                      |  |
|  | 4                                                              | Tecos UAG                                                      |                                                                |                                                                |                                                                |   |   |                                                      |                                                      | 2                                                    |                                                      |                                                      |  |   |                                                      |                                                      |                                                      |                                                      |                                                      |  |
|  | 5                                                              | Tigres                                                         | 1                                                              | 3                                                              | 4                                                              |   |   |                                                      |                                                      |                                                      |                                                      |                                                      |  |   |                                                      |                                                      |                                                      |                                                      |                                                      |  |
|  | 5                                                              | Tigres                                                         | 1                                                              | 3                                                              | 4                                                              |   | 5 | Tigres                                               | 0                                                    | 3                                                    | 3                                                    |                                                      |  |   |                                                      |                                                      |                                                      |                                                      |                                                      |  |
|  |                                                                |                                                                |                                                                |                                                                |                                                                |   | 5 | Tigres                                               | 0                                                    | 3                                                    | 3                                                    |                                                      |  |   |                                                      |                                                      |                                                      |                                                      |                                                      |  |
|  |                                                                |                                                                | 6                                                              | Cruz Azul                                                      | 1                                                              | 0 | 1 |                                                      |                                                      |                                                      |                                                      |                                                      |  |   |                                                      |                                                      |                                                      |                                                      |                                                      |  |
|  | 3                                                              | Toluca                                                         | 6                                                              | Cruz Azul                                                      | 1                                                              | 0 | 1 | 0                                                    | 2                                                    | 2                                                    |                                                      |                                                      |  |   |                                                      |                                                      |                                                      |                                                      |                                                      |  |
|  | 3                                                              | Toluca                                                         |                                                                |                                                                |                                                                |   |   |                                                      |                                                      | 2                                                    |                                                      |                                                      |  |   |                                                      |                                                      |                                                      |                                                      |                                                      |  |
|  | 6                                                              | Cruz Azul                                                      | 1                                                              | 2                                                              | 3                                                              |   |   |                                                      |                                                      |                                                      |                                                      |                                                      |  |   |                                                      |                                                      |                                                      |                                                      |                                                      |  |
|  | 6                                                              | Cruz Azul                                                      | 1                                                              | 2                                                              | 3                                                              |   |   |                                                      |                                                      |                                                      |                                                      |                                                      |  |   |                                                      |                                                      |                                                      |                                                      |                                                      |  |
|  |                                                                |                                                                |                                                                |                                                                |                                                                |   |   |                                                      |                                                      |                                                      |                                                      |                                                      |  |   |                                                      |                                                      |                                                      |                                                      |                                                      |  |

### Cuartos de final
| 10 de mayo de 1978 | Tigres de la UANL | 1:0 (0:0) | Tecos de la UAG | Estadio Universitario, Monterrey                                    |                                                                     |
|                    | Mantegazza 63'    |           |                 | Asistencia: 35 000 espectadores Árbitro(s): Enrique Mendoza Guillén | Asistencia: 35 000 espectadores Árbitro(s): Enrique Mendoza Guillén |

| 13 de mayo de 1978 | Tecos de la UAG          | 2:3 (1:1) | Tigres de la UANL                | Estadio Tres de Marzo, Zapopan   |                                  |
|                    | Gamboa 37' · Spencer 80' |           | Orduña 32' · Gadea 83' · Boy 90' | Árbitro(s): Marcel Pérez Guevara | Árbitro(s): Marcel Pérez Guevara |

| 10 de mayo de 1978 | Universidad de Guadalajara | 2:1 (0:0) | UNAM        | Estadio Jalisco, Guadalajara    |                                 |
|                    | Nené 66' · Guillén 80'     |           | Ramírez 54' | Árbitro(s): Mario Rubio Vázquez | Árbitro(s): Mario Rubio Vázquez |

| 13 de mayo de 1978 | UNAM                      | 2:0 (0:0) | Universidad de Guadalajara | Estadio Olímpico Universitario, Ciudad de México                       |                                                                        |
|                    | Cabinho 47' · Olivera 70' |           |                            | Asistencia: 40 000 espectadores Árbitro(s): Alfonso González Archundia | Asistencia: 40 000 espectadores Árbitro(s): Alfonso González Archundia |

| 11 de mayo de 1978 | Tampico                     | 2:2 (0:2) | América                   | Estadio Tamaulipas, Tampico |                           |
|                    | Mendoza 55' · Bertocchi 59' |           | Trujillo 15' · Aceves 40' | Árbitro(s): Jesús Mercado   | Árbitro(s): Jesús Mercado |

| 14 de mayo de 1978 | América                                 | 1:1 (0:0; 1:1) (2:4 p.)    | Tampico                                 | Estadio Azteca, Ciudad de México                                |                                                                 |
|                    | Estupiñán 62'                           |                            | Arteaga 50'                             | Asistencia: 80 000 espectadores Árbitro(s): Mario Rubio Vázquez | Asistencia: 80 000 espectadores Árbitro(s): Mario Rubio Vázquez |
|                    |                                         | Tiros desde el punto penal |                                         |                                                                 |                                                                 |
|                    | - Kiese - Luizinho - Aceves - Estupiñán |                            | - Bertocchi - Núñez - Esquivel - Jácome |                                                                 |                                                                 |

| 11 de mayo de 1978 | Cruz Azul         | 1:0 (1:0) | Toluca | Estadio Azteca, Ciudad de México                                   |                                                                    |
|                    | López Salgado 11' |           |        | Asistencia: 20 000 espectadores Árbitro(s): Marco Antonio Dorantes | Asistencia: 20 000 espectadores Árbitro(s): Marco Antonio Dorantes |

| 14 de mayo de 1978 | Toluca                    | 2:2 (0:0: 1:1) | Cruz Azul     | Estadio Toluca 70, Toluca de Lerdo |                                  |
|                    | Garduño 69' · Eugui 90+4' |                | Jara 85, 114' | Árbitro(s): Jorge Alberto Leanza   | Árbitro(s): Jorge Alberto Leanza |

### Semifinales
| 17 de mayo de 1978 | Tampico                   | 2:1 (2:1) | UNAM         | Estadio Tamaulipas, Tampico                                      |                                                                  |
|                    | Ojeda 10' · Bertocchi 31' |           | Bermúdez 29' | Asistencia: 25 000 espectadores Árbitro(s): Marcel Pérez Guevara | Asistencia: 25 000 espectadores Árbitro(s): Marcel Pérez Guevara |

| 20 de mayo de 1978 | UNAM                                                         | 4:0 (1:0) | Tampico | Estadio Olímpico Universitario, Ciudad de México          |                                                           |
|                    | Ramírez 40' · Trejo 54' · Cervantes 59' · Cabinho 77' (pen.) |           |         | Asistencia: 50 000 espectadores Árbitro(s): Jorge Narváez | Asistencia: 50 000 espectadores Árbitro(s): Jorge Narváez |

| 17 de mayo de 1978 | Cruz Azul  | 1:0 (1:0) | Tigres de la UANL | Estadio Azteca, Ciudad de México                          |                                                           |
|                    | Bustos 31' |           |                   | Asistencia: 25 000 espectadores Árbitro(s): Jesús Mercado | Asistencia: 25 000 espectadores Árbitro(s): Jesús Mercado |

| 20 de mayo de 1978 | Tigres de la UANL                   | 3:0 (2:0) | Cruz Azul | Estadio Universitario, Monterrey       |                                        |
|                    | Mantegazza 17, 55' · Boy 44' (pen.) |           |           | Árbitro(s): Alfonso González Archundia | Árbitro(s): Alfonso González Archundia |

### Final
| 24 de mayo de 1978 | Tigres de la UANL  | 2:0 (1:0) | UNAM | Estadio Universitario, Monterrey                                   |                                                                    |
|                    | Mantegazza 20, 75' |           |      | Asistencia: 55 000 espectadores Árbitro(s): Marco Antonio Dorantes | Asistencia: 55 000 espectadores Árbitro(s): Marco Antonio Dorantes |

|       | POR   | Mateo Bravo         |    |
|       | DEF   | Jorge García        |    |
|       | DEF   | Osvaldo Batocletti  |    |
|       | DEF   | Raúl Ruiz           |    |
|       | DEF   | Alejandro Izquierdo |    |
|       | MED   | Tomás Boy           |    |
|       | MED   | Roberto Gadea       |    |
|       | MED   | José Luis Herrera   |    |
|       | DEL   | Gerónimo Barbadillo |    |
|       | DEL   | Walter Mantegazza   | ?' |
|       | DEL   | Sergio Orduña       | ?' |
| D. T. | D. T. | Carlos Miloc        |    |

|       | POR   | Jorge Espinoza      |    |
|       | DEF   | Genaro Bermúdez     |    |
|       | DEF   | Héctor Sanabria     |    |
|       | DEF   | Ernesto Cervantes   |    |
|       | DEF   | Jesús Iturralde     |    |
|       | MED   | Mario Antonio Trejo | ?' |
|       | MED   | Washington Olivera  |    |
|       | MED   | Ladislao Domínguez  |    |
|       | DEL   | Jesús Ramírez       |    |
|       | DEL   | Cabinho             |    |
|       | DEL   | Jorge Vergara       |    |
| D. T. | D. T. | Bora Milutinović    |    |

|  | DEL | Juan Ramón Ocampos | ?' |
|  | DEL | Mario Carrillo     | ?' |

|  | MED | Domingo de la Mora | ?' |

| 20' · 75' | Walter Mantegazza | 1:0 2:0 |

| Principal | Marco Antonio Dorantes |

|       | POR   | Mateo Bravo         |    |
|       | DEF   | Jorge García        |    |
|       | DEF   | Osvaldo Batocletti  |    |
|       | DEF   | Raúl Ruiz           |    |
|       | DEF   | Alejandro Izquierdo |    |
|       | MED   | Tomás Boy           |    |
|       | MED   | Roberto Gadea       |    |
|       | MED   | José Luis Herrera   |    |
|       | DEL   | Gerónimo Barbadillo |    |
|       | DEL   | Walter Mantegazza   | ?' |
|       | DEL   | Sergio Orduña       | ?' |
| D. T. | D. T. | Carlos Miloc        |    |

|       | POR   | Jorge Espinoza      |    |
|       | DEF   | Genaro Bermúdez     |    |
|       | DEF   | Héctor Sanabria     |    |
|       | DEF   | Ernesto Cervantes   |    |
|       | DEF   | Jesús Iturralde     |    |
|       | MED   | Mario Antonio Trejo | ?' |
|       | MED   | Washington Olivera  |    |
|       | MED   | Ladislao Domínguez  |    |
|       | DEL   | Jesús Ramírez       |    |
|       | DEL   | Cabinho             |    |
|       | DEL   | Jorge Vergara       |    |
| D. T. | D. T. | Bora Milutinović    |    |

|  | DEL | Juan Ramón Ocampos | ?' |
|  | DEL | Mario Carrillo     | ?' |

|  | MED | Domingo de la Mora | ?' |

| 20' · 75' | Walter Mantegazza | 1:0 2:0 |

| Principal | Marco Antonio Dorantes |

|       | POR   | Mateo Bravo         |    |
|       | DEF   | Jorge García        |    |
|       | DEF   | Osvaldo Batocletti  |    |
|       | DEF   | Raúl Ruiz           |    |
|       | DEF   | Alejandro Izquierdo |    |
|       | MED   | Tomás Boy           |    |
|       | MED   | Roberto Gadea       |    |
|       | MED   | José Luis Herrera   |    |
|       | DEL   | Gerónimo Barbadillo |    |
|       | DEL   | Walter Mantegazza   | ?' |
|       | DEL   | Sergio Orduña       | ?' |
| D. T. | D. T. | Carlos Miloc        |    |

|       | POR   | Jorge Espinoza      |    |
|       | DEF   | Genaro Bermúdez     |    |
|       | DEF   | Héctor Sanabria     |    |
|       | DEF   | Ernesto Cervantes   |    |
|       | DEF   | Jesús Iturralde     |    |
|       | MED   | Mario Antonio Trejo | ?' |
|       | MED   | Washington Olivera  |    |
|       | MED   | Ladislao Domínguez  |    |
|       | DEL   | Jesús Ramírez       |    |
|       | DEL   | Cabinho             |    |
|       | DEL   | Jorge Vergara       |    |
| D. T. | D. T. | Bora Milutinović    |    |

|  | DEL | Juan Ramón Ocampos | ?' |
|  | DEL | Mario Carrillo     | ?' |

|  | MED | Domingo de la Mora | ?' |

| 20' · 75' | Walter Mantegazza | 1:0 2:0 |

| Principal | Marco Antonio Dorantes |

|       | POR   | Mateo Bravo         |    |
|       | DEF   | Jorge García        |    |
|       | DEF   | Osvaldo Batocletti  |    |
|       | DEF   | Raúl Ruiz           |    |
|       | DEF   | Alejandro Izquierdo |    |
|       | MED   | Tomás Boy           |    |
|       | MED   | Roberto Gadea       |    |
|       | MED   | José Luis Herrera   |    |
|       | DEL   | Gerónimo Barbadillo |    |
|       | DEL   | Walter Mantegazza   | ?' |
|       | DEL   | Sergio Orduña       | ?' |
| D. T. | D. T. | Carlos Miloc        |    |

|       | POR   | Jorge Espinoza      |    |
|       | DEF   | Genaro Bermúdez     |    |
|       | DEF   | Héctor Sanabria     |    |
|       | DEF   | Ernesto Cervantes   |    |
|       | DEF   | Jesús Iturralde     |    |
|       | MED   | Mario Antonio Trejo | ?' |
|       | MED   | Washington Olivera  |    |
|       | MED   | Ladislao Domínguez  |    |
|       | DEL   | Jesús Ramírez       |    |
|       | DEL   | Cabinho             |    |
|       | DEL   | Jorge Vergara       |    |
| D. T. | D. T. | Bora Milutinović    |    |

|  | DEL | Juan Ramón Ocampos | ?' |
|  | DEL | Mario Carrillo     | ?' |

|  | MED | Domingo de la Mora | ?' |

| 20' · 75' | Walter Mantegazza | 1:0 2:0 |

| Principal | Marco Antonio Dorantes |

| 27 de mayo de 1978 | UNAM        | 1:1 (0:0) | Tigres de la UANL | Estadio Olímpico Universitario, Ciudad de México                    |                                                                     |
|                    | Olivera 78' |           | Mantegazza 54'    | Asistencia: 80 000 espectadores Árbitro(s): Enrique Mendoza Guillén | Asistencia: 80 000 espectadores Árbitro(s): Enrique Mendoza Guillén |

|       | POR   | Jorge Espinoza     |     |
|       | DEF   | Genaro Bermúdez    |     |
|       | DEF   | Ernesto Cervantes  | 64' |
|       | DEF   | Héctor Sanabria    | 64' |
|       | DEF   | Jesús Iturralde    |     |
|       | MED   | Pareja López       |     |
|       | MED   | Ladislao Domínguez |     |
|       | MED   | Washington Olivera |     |
|       | DEL   | Jesús Ramírez      |     |
|       | DEL   | Cabinho            |     |
|       | DEL   | Jorge Vergara      |     |
| D. T. | D. T. | Bora Milutinović   |     |

|       | POR   | Mateo Bravo         |     |
|       | DEF   | Mario Carrillo      |     |
|       | DEF   | Osvaldo Batocletti  |     |
|       | DEF   | Raúl Ruiz           |     |
|       | DEF   | Alejandro Izquierdo |     |
|       | MED   | José Luis Herrera   |     |
|       | MED   | Gerónimo Barbadillo |     |
|       | MED   | Tomás Boy           |     |
|       | DEL   | Roberto Gadea       |     |
|       | DEL   | Walter Mantegazza   | 66' |
|       | DEL   | Sergio Orduña       |     |
| D. T. | D. T. | Carlos Miloc        |     |

|  | DEF | Domingo de la Mora  | 64' |
|  | DEF | Mario Antonio Trejo | 64' |

|  | DEL | Juan Ramón Ocampos | 66 · 82'' |
|  | DEL | Ernesto Sánchez    | 82'       |

| 78' | Washington Olivera | 1:1 |

| 54' | Walter Mantegazza | 1:0 |

| Principal  | Enrique Mendoza Guillén |
| Asistentes | Joaquín Urrea           |
|            | Patricio Molina         |

|       | POR   | Jorge Espinoza     |     |
|       | DEF   | Genaro Bermúdez    |     |
|       | DEF   | Ernesto Cervantes  | 64' |
|       | DEF   | Héctor Sanabria    | 64' |
|       | DEF   | Jesús Iturralde    |     |
|       | MED   | Pareja López       |     |
|       | MED   | Ladislao Domínguez |     |
|       | MED   | Washington Olivera |     |
|       | DEL   | Jesús Ramírez      |     |
|       | DEL   | Cabinho            |     |
|       | DEL   | Jorge Vergara      |     |
| D. T. | D. T. | Bora Milutinović   |     |

|       | POR   | Mateo Bravo         |     |
|       | DEF   | Mario Carrillo      |     |
|       | DEF   | Osvaldo Batocletti  |     |
|       | DEF   | Raúl Ruiz           |     |
|       | DEF   | Alejandro Izquierdo |     |
|       | MED   | José Luis Herrera   |     |
|       | MED   | Gerónimo Barbadillo |     |
|       | MED   | Tomás Boy           |     |
|       | DEL   | Roberto Gadea       |     |
|       | DEL   | Walter Mantegazza   | 66' |
|       | DEL   | Sergio Orduña       |     |
| D. T. | D. T. | Carlos Miloc        |     |

|  | DEF | Domingo de la Mora  | 64' |
|  | DEF | Mario Antonio Trejo | 64' |

|  | DEL | Juan Ramón Ocampos | 66 · 82'' |
|  | DEL | Ernesto Sánchez    | 82'       |

| 78' | Washington Olivera | 1:1 |

| 54' | Walter Mantegazza | 1:0 |

| Principal  | Enrique Mendoza Guillén |
| Asistentes | Joaquín Urrea           |
|            | Patricio Molina         |

|       | POR   | Jorge Espinoza     |     |
|       | DEF   | Genaro Bermúdez    |     |
|       | DEF   | Ernesto Cervantes  | 64' |
|       | DEF   | Héctor Sanabria    | 64' |
|       | DEF   | Jesús Iturralde    |     |
|       | MED   | Pareja López       |     |
|       | MED   | Ladislao Domínguez |     |
|       | MED   | Washington Olivera |     |
|       | DEL   | Jesús Ramírez      |     |
|       | DEL   | Cabinho            |     |
|       | DEL   | Jorge Vergara      |     |
| D. T. | D. T. | Bora Milutinović   |     |

|       | POR   | Mateo Bravo         |     |
|       | DEF   | Mario Carrillo      |     |
|       | DEF   | Osvaldo Batocletti  |     |
|       | DEF   | Raúl Ruiz           |     |
|       | DEF   | Alejandro Izquierdo |     |
|       | MED   | José Luis Herrera   |     |
|       | MED   | Gerónimo Barbadillo |     |
|       | MED   | Tomás Boy           |     |
|       | DEL   | Roberto Gadea       |     |
|       | DEL   | Walter Mantegazza   | 66' |
|       | DEL   | Sergio Orduña       |     |
| D. T. | D. T. | Carlos Miloc        |     |

|  | DEF | Domingo de la Mora  | 64' |
|  | DEF | Mario Antonio Trejo | 64' |

|  | DEL | Juan Ramón Ocampos | 66 · 82'' |
|  | DEL | Ernesto Sánchez    | 82'       |

| 78' | Washington Olivera | 1:1 |

| 54' | Walter Mantegazza | 1:0 |

| Principal  | Enrique Mendoza Guillén |
| Asistentes | Joaquín Urrea           |
|            | Patricio Molina         |

|       | POR   | Jorge Espinoza     |     |
|       | DEF   | Genaro Bermúdez    |     |
|       | DEF   | Ernesto Cervantes  | 64' |
|       | DEF   | Héctor Sanabria    | 64' |
|       | DEF   | Jesús Iturralde    |     |
|       | MED   | Pareja López       |     |
|       | MED   | Ladislao Domínguez |     |
|       | MED   | Washington Olivera |     |
|       | DEL   | Jesús Ramírez      |     |
|       | DEL   | Cabinho            |     |
|       | DEL   | Jorge Vergara      |     |
| D. T. | D. T. | Bora Milutinović   |     |

|       | POR   | Mateo Bravo         |     |
|       | DEF   | Mario Carrillo      |     |
|       | DEF   | Osvaldo Batocletti  |     |
|       | DEF   | Raúl Ruiz           |     |
|       | DEF   | Alejandro Izquierdo |     |
|       | MED   | José Luis Herrera   |     |
|       | MED   | Gerónimo Barbadillo |     |
|       | MED   | Tomás Boy           |     |
|       | DEL   | Roberto Gadea       |     |
|       | DEL   | Walter Mantegazza   | 66' |
|       | DEL   | Sergio Orduña       |     |
| D. T. | D. T. | Carlos Miloc        |     |

|  | DEF | Domingo de la Mora  | 64' |
|  | DEF | Mario Antonio Trejo | 64' |

|  | DEL | Juan Ramón Ocampos | 66 · 82'' |
|  | DEL | Ernesto Sánchez    | 82'       |

| 78' | Washington Olivera | 1:1 |

| 54' | Walter Mantegazza | 1:0 |

| Principal  | Enrique Mendoza Guillén |
| Asistentes | Joaquín Urrea           |
|            | Patricio Molina         |

| Campeón 1977/78 |
| --------------- |
|                 |
| Tigres UANL     |
| 1er Título      |